# 苍南站
苍南站位于中国浙江省温州市苍南县灵溪镇车站大道，是杭深线上的一座。苍南站归属上海局集团宁波车务段管辖，系上海局集团管辖的最南端的一个客运局界站，也是浙江的南大门。2020年12月2日改扩建后的苍南站是中国当前规模最大的县级高铁站。

## 历史
苍南站于2009年9月28日随温福铁路正式通车同时启用，当时车站站房面积4180平方米，其中候车厅建筑面积1500平方米。由于车站投入使用后的实际客流量约在每日6000人次，高峰期达到15000人次，远高于预计客流。
2019年5月起，车站开始改扩建工程，建设资金由苍南县人民政府承担。改造主要内容包括对站房对侧新增到发线1条，增设站台1座，延长既有旅客地道及新建天桥。并在既有站房东侧扩建站房24000平方米。新建进站匝道和8米宽跨线天桥1座，并同步配套建设通信、信息、电力、暖通、给排水等设施。新建站台和到发线于2020年4月17日投入使用；随后铁路部门对既有2、3站台雨棚进行改造，使其具备接入天桥的条件，于2020年9月29日完工。车站新站房于2020年12月2日正式启用。
2022年3月3日，因出现本土2019冠状病毒病疫情，车站关闭进站通道。

## 车站结构

### 站房
苍南站站房于2020年12月投入使用，面积26993平方米。车站外立面呈现海鸟状，通过波浪形吊顶表现168黄金海岸线和渔寮、炎亭金沙滩等当地景区的特点，以突出苍南作为海洋大县的地域特色。新站房候车室共有两层，东西两侧分别设有《苍南民俗风情图卷》、《苍南历史人物图卷》等石材浮雕群。

### 站场
苍南站设有一座岛式站台和一座侧式站台，3条到发线和2条正线，2020年新建成4站台和1条到发线。站台和站房间设有地道相连。车站站台北侧设有存车线，可容纳7组长编组动车停放过夜。
| 侧式月台 |                                            |
| 4站台    | 杭深线（到发线） 往杭州东方向（平阳）      |
| 3站台    | 杭深线（到发线） 往杭州东方向（平阳）      |
| 岛式月台 |                                            |
| 2站台    | 杭深线 往杭州东方向（平阳）                |
| 通过线   | 杭深线 上行列车                            |
| 通过线   | 杭深线 下行列车                            |
| 1站台    | 杭深线 往深圳北方向（福鼎）                |
| 侧式月台 |                                            |
| 站房     | 出站口、进站口、售票、候车、检票、办公区域 |

## 营运状况
苍南站于2009年9月28日正式启用，同年12月21日成为全国首个始发动车的县级站。2016年1月10日金温新双线后，苍南站增开一对始发进京列车G164/3次，从而得以直通丽水、义乌等地。
截止2017年11月，每天共有64班次列车在该站停靠，往返于上海、杭州、宁波、福州、泉州、厦门、汕头、深圳等城市。车站客流辐射苍南周边的平阳北港片区、泰顺、文成五个县市及闽东北的福鼎、柘荣等地区，日均客流量为7000人次，高峰期时日均客流量达到1.5万人次，是全中国停靠动车组最多的县级客运，也是上海铁路局管辖内客流量最大的县级站。
2020年12月改扩建后的苍南站日图定办客列车已增加至63列，其中始发车达21列，始发车次为全国县级高铁站之最。

### 旅客列车目的地
截至2019年1月：
| 列车所属路局 | 目的地                                                                                         |
| ------------ | ---------------------------------------------------------------------------------------------- |
| 北京局集团   | 北京南、福州                                                                                   |
| 成都局集团   | 成都东                                                                                         |
| 广州局集团   | 深圳北、温州南                                                                                 |
| 南昌局集团   | 福州、福州南、南昌西、南京南、宁波、莆田、上海虹桥、厦门北、武夷山东                           |
| 上海局集团   | 北京南、赣州、杭州东、淮南东、龙岩、六安、南京、南京南、上海虹桥、深圳北、厦门北、合肥、徐州东 |
| 沈阳局集团   | 沈阳北                                                                                         |

## 地面交通
苍南站东侧设有一个公交首末站和一个中短途客运站。

### 公交巴士
动车站（公交首末站）
- 19路 动车站-日月潭农庄
- K101路 动车站-电大
- 免费接驳公交 动车站（汽车北站）-旧客运中心

### 中短途客运
苍南汽车北站位于苍南站东侧约100米处，站内有前往苍南县下辖各乡镇和部分行政村的城乡巴士、前往周边县、市、乡镇、市区的市际、省际客运班线等，前往温州龙湾国际机场的机场大巴灵溪线也从苍南汽车北站始发。